# Bernarda Morin
Venerance Morin Rouleau (Saint-Henri-de-Lévis, Quebec, Canadá, 29 de diciembre de 1832-Santiago, Chile, 4 de octubre de 1929), más conocida como Bernarda Morin; fue una monja canadiense, la madre superiora y fundadora de la Congregación de las Hermanas de la Providencia en Chile, una congregación autónoma de las Hermanas de la Providencia (orden fundada en Montreal, Canadá, el 25 de marzo de 1843 por la beata Émilie Gamelin).

## Biografía

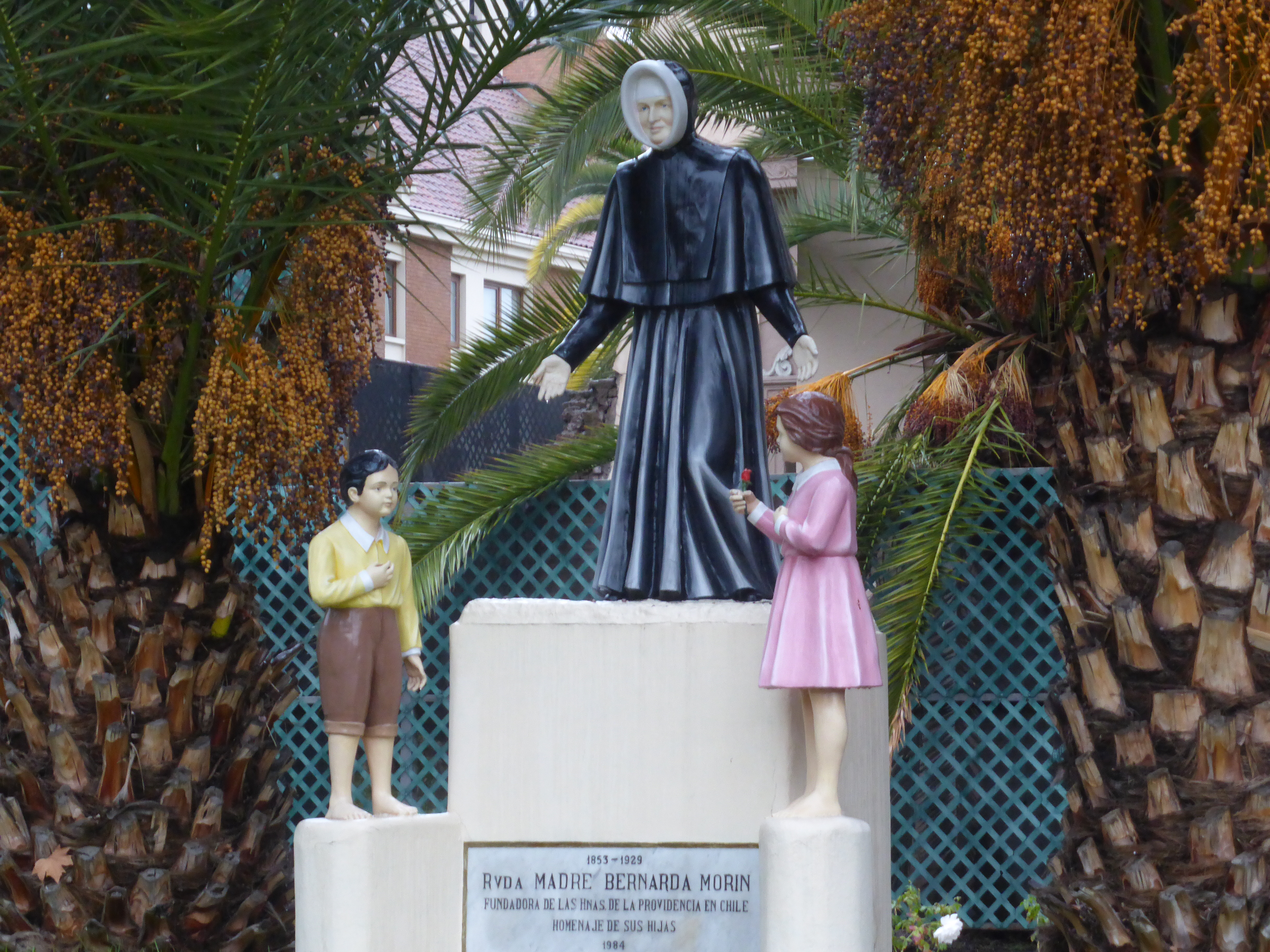
Monumento a Bernarda Morin en Santiago de Chile, ante la Iglesia Matriz de la Congregación, en 2020.

Nació el 29 de diciembre de 1832 en un pueblo rural de Quebec, Canadá, y se la bautizó Venerance Morin Rouleau. Entró el 11 de mayo de 1850, de novicia en el orden de las Sœurs de la charité de la Providence en Montreal, a sus 18 años. Seis meses después, el 21 de noviembre, toma el hábito. El 22 de agosto de 1852, pronuncia sus votos permanentes. A partir de entonces se la conoció con el nombre de Hermana Bernarda. 
En octubre de 1852, junto a otras 4 religiosas es designada para ir a Oregón, Estados Unidos, a fundar un establecimiento de la Providencia. Una vez allí se dieron cuenta de que la situación era poco favorable para la práctica de las obras de la Comunidad en Oregon City, por lo que decidieron, como medio más rápido de comunicarse con sus Superioras de Montreal, embarcarse en San Francisco el 30 de marzo de 1853 en un navío chileno rumbo a Chile. Después de un agitado viaje de 78 días, el 17 de junio, el “Elena” recaló en Valparaíso. 
Prácticamente imposibilitadas de regresar a Canadá por razones de salud, se pusieron a disposición del Arzobispo de Santiago, Mons. Valentín Valdivieso, quien les encargó de la administración de un orfanato mientras llegaba la aprobación de sus Superioras canadienses.
Con la autorización de las Superioras, las Hermanas de la Providencia abrieron un Noviciado en Santiago el 3 de enero de 1857, quedando como Superiora la Madre Victoire Larroque, cofundadora de la Comunidad de Montreal. Habiendo fallecido esta religiosa al mes siguiente, Sor Bernarda Morin pasó a ser Superiora de la casa principal de Santiago. La congregación recibió la ayuda del presidente Manuel Montt por su apoyo a los niños abandonados. 
Mediante un decreto de fecha 12 de marzo de 1880, la Santa Sede, encabezada por el papa León XIII, decreta que la provincia chilena se transformó en autónoma, con el nombre de Congregación de las Hermanas de la Providencia de Chile. Las constituciones fueron aprobadas por la Santa Sede, ya con el papa Pío X, el 7 de enero de 1905.
El 27 de junio de 1925, Madre Bernarda Morin recibió la más alta decoración del país, la Medalla del Mérito, de las manos del presidente Arturo Alessandri. Murió el 4 de octubre de 1929. Su cuerpo yace en la Iglesia Matriz de las Hermanas de la Providencia de la Congregación en Santiago, en el barrio Providencia. Es la Iglesia que había construido ella misma en 1892.

## Causa Bernarda Morin-Rouleau
En 1995, se volvió a abrir el proceso de su Causa de beatificación y canonización. Después de finalizar en abril de 2010 el proceso diocesano, la Causa está estudiada en Roma. Actualmente es Sierva de Dios.

## Legado
En sus más de 170 años de existencia en Chile, la Congregación de la Hermanas de la Providencia fundó casas de huérfanos, escuelas, hogares de ancianas y hospitales.
El primer día de junio de 1970, las hermanas chilenas volvieron a unirse con la Congregación de Montreal. De esta manera, se crea la Provincia Bernarda Morin, presencia en Chile de las Hermanas de la Providencia de Montreal, Canadá. La Madre Bernarda Morin, la Beata Emilia Gamelin y la Madre Joseph Pariseau contribuyeron a la expansión de la Congregación de las Hermanas de la Providencia alrededor del mundo. 
El 24 de enero de 2011, un incendio quemó a Iglesia Matriz de las Hermanas de la Providencia en Chile y el museo que se encontraba en su interior, además del noviciado y un hogar de mujeres adyacente. La Iglesia, el museo y el noviciado aún permanecen sin ser reconstruidos. 
Actualmente, la Congregación en Chile no cuenta con casas de huérfanos. Algunas se convirtieron en colegios que imparten educación prebásica, básica y secundaria, lo que incluye educación técnica. Otras pasaron a ser jardines infantiles. Con los años las Hermanas agregaron más servicios, como el Comedor Emilia Gamelin, que entrega almuerzo gratuito a personas que viven en la calle.
A partir de enero de 2025, las Hermanas de la Providencia en Chile unieron canónicamente a las Hermanas de la Providencia de Montreal.